# Phanaeus dzidoi
Phanaeus dzidoi är en skalbaggsart som beskrevs av Arnaud 2000. Phanaeus dzidoi ingår i släktet Phanaeus och familjen bladhorningar. Inga underarter finns listade i Catalogue of Life.